# 星魔バスター
『星魔バスター』（せいまバスター）は、丘野ゆうじによる日本のライトノベル。イラストは四位広猫が担当している。集英社スーパーファンタジー文庫（集英社）より1991年3月から1994年11月まで刊行された。

## 登場人物

### 星の者
かつて異星において、「デーヴァ」の侵攻を退けた戦士たち。その力に目をつけた「光の賢者」により、地球人に転生することになった。「デーヴァ」の侵略開始に呼応する形で転生・覚醒し、生前得意とした力でデーヴァと戦う。戦いが終われば一般人として余生を過ごせるが、「デーヴァ」との戦いで命を落とした者は二度と転生できなくなる。
八神 和生（やがみ かずお）
主人公。物語の開始時点では一浪中の予備校生だったが、二巻以降は無事に聖友大学に進学している。母親が陣痛を起こして病院に向かっている際の事故で両親は死亡するが和生は何事も無く生まれ、その後祖父に育てられた。とりたててハンサムというわけではないが、精悍な顔立ちをしている。
自身のオーラから生まれるサーベル「竜帝剣」で戦う剛武のファイター、竜闘士。オーラの色は湖水の青。「星の者」の中でも最強クラスの戦闘力を持っている。その上3巻で炎帝剣、6巻で地帝剣の力を取り込み更なるパワーアップを遂げた。
前回参加した戦いは熾烈をきわめ、リーダーを含めて全員戦死し、彼だけが生き残る結果となった。その事がしこりとなって残っており、彼の覚醒が遅れる原因となった。また、家族や友人など親しい人たちをデーヴァとの戦いに巻き込んで死なせてしまう事が積み重なり、その後悔が次第に彼の心を蝕んでいくことになる。
梨 若玲（リ・ニャンリー）
愛称ニャン。香港の資産家の娘で和生と同じく聖友大学に通う。モデル顔負けのルックスとスタイルを持つ美少女。
日本語が未熟で、発音が少しおかしい。日常会話に不自由はないが、ことわざや慣用句に弱く、時折微妙に間違った使い方をする。その際は天坊が「ニャンさん、それを言うなら○○です」と横から訂正するのがお約束になっている。
甘いお菓子と ブルマンのコーヒーが好物。よく天坊にお菓子を盗み食いされたとしてケンカをするが、彼女も天坊のコンピュータを勝手にいじって壊してしまう事があるため、どっちもどっちである。
自らの肉体を武器に闘う拳法家タイプの「聖女拳士」でオーラの色はオレンジ。のちに、覚醒前から使っていた九節鞭を武器とするようになる。
三命院 天坊主（さんめいいん てんぼう）
スキンヘッドの小坊主。年齢は十三歳だが父親の教育方針により学校には一度も通っていない。外伝ではようやく美奈子の進めによって通信制の学校に通うことになるが毎日ではない。趣味は典型的な秋葉オタクで、自室には数多くのゲームマシンが設置してある。よくニャンのお菓子を盗み食いする一方で彼女にゲームを壊されたりデータを消されたりする事もあり、事ある毎に角突合せている。和生とはエロゲーで一緒に盛り上がる仲。
心の力を用い、様々な攻撃魔法を繰り出す「撃魔道士」。オーラの色はラベンダーの紫。
香山 美奈子
二十代半ばの女性。表向きは潰れかけのアンティークショップ「柊堂」を経営しているが、本業は予知能力を用いた政治家相手のアドバイザー。こちらの方が稼ぎが良く、住んでいる5階建てビルのオーナーにもなっている。車好きで愛車はジャガー。足回りはかなりのカスタマイズをしている模様で、その触手は和生の車にも及んでいる。またハッキングの才能もあり、デーヴァについての情報はいつも警察関連から仕入れていた。
「サファイ」と呼ばれる星の者たちの指揮官で、オーラの色は銀。直接の戦闘能力には乏しいが、ヒーリングや防御壁など、後方支援を得意とする。過去に一度、男性として転生したことがあったが、それは以前のデーヴァとの戦いで恋人が戦死してしまったことの傷心によるものであり、魂の本質は女性である。

### デーヴァ
異世界より、知的生命体のいる星を狙って侵攻する魔の種族。「騎士」「神官」「雑兵」といった職種がある。
ゲムロス
デーヴァ先遣隊の斥候隊長。黒猫の姿で和生の周囲を見張っていた。白人男性に似た容貌を持つ美青年だが、頭からは三本のねじくれた角が生えている。
まだ星の者として覚醒していない和生を捕らえようと策を巡らすが、闘いの最中に覚醒した和生に倒される。
ザネル
鬼愽候の称号を持ちデーヴァの四賢人に数えられる魔人。デーヴァと人を融合させる研究を進めていた。
高い陰波動（人の心のネガティブな部分）を持つチンピラヤクザと融合し、その後も実験を重ね陰波動を操ることに成功する。
研究畑出身でありながら戦闘力も高く、第二巻にして主人公チームを壊滅寸前まで追いやった実力者。
ネッツァー
デーヴァの中でも精鋭を誇る黒霊騎士団の分団長。白磁の肌に長い金髪を持った美青年。今回の侵攻におけるデーヴァの司令官であり、実質本作のラスボスである。
『ハイランディア』に登場する騎士、イングリッヒ・オベラートの原型となった。
ジン
ネッツァーの側近で、「稚児」と呼ばれることもある。（デーヴァの基準では）若いながらも「闇拳童子」の称号を持つ凄腕の拳法家。同じ拳法家のニャンに対してライバル意識を持つ。
『こちらエルフ探偵社』のダークエルフ「黒須仁」の元となったキャラでもある。
冥大公アビゴウル
デーヴァの重鎮の一人で、ネッツァーが属する黒霊騎士団を、自らの近衛軍として従える。直接戦闘に出てくる事はないがその力は強大で、地球全体をバリアで覆い宇宙からの「光の賢者」の支援を遮断した。さらに、彼の上には「帝」と呼ばれるデーヴァの君主がいるようだが、詳しい事は作中には描かれなかった。

## 世界観
善悪二元論を基本とした世界観で、知的生命体を食らう魔の存在「デーヴァ」と、生命を守ろうとする「光の賢者」の戦いが延々と繰り返されている。

「光の賢者」は、宇宙の誕生以前から存在している、この世界の神とも呼べる存在。造物主ではないが、様々な生命が生まれ発展していくこの宇宙を守ろうとしている。

「デーヴァ」は、「光の賢者」ですらその詳細がわからない謎の存在で、宇宙誕生から知的生命体のいる星に侵攻し、その星のあらゆる生命を食らい尽くす魔の一族である。数多くの星がデーヴァによって滅ぼされてしまったが、中には「デーヴァ」と戦い、これを撃退することに成功した星もあった。「光の賢者」は、その星の住人たちの力を借り、彼らを様々な星の住人として転生させることによって、「デーヴァ」から宇宙中の生命を守ることを決意した。

そんな繰り返される戦いの一つ、20世紀末の日本が本作の舞台である。

## 既刊一覧
- 丘野ゆうじ（著） / 四位広猫（イラスト） 『星魔バスター』 集英社〈集英社スーパーファンタジー文庫〉、全9巻
  1. 「闘士覚醒」1991年3月発行、ISBN 4-08-613006-8
  2. 「憑鬼挽歌」1991年6月発行、ISBN 4-08-613015-7
  3. 「聖剣烈死」1991年9月発行、ISBN 4-08-613028-9
  4. 「魔騎妖闘」1991年11月発行、ISBN 4-08-613034-3
  5. 「修羅獣変」1992年3月発行、ISBN 4-08-613049-1
  6. 「夢幻炎上」1992年6月発行、ISBN 4-08-613063-7
  7. 「拳魔星戦」1992年7月発行、ISBN 4-08-613077-7
  8. 「闘竜伝説（上）」1992年12月発行、ISBN 4-08-613090-4
  9. 「闘竜伝説（下）」1993年3月発行、ISBN 4-08-613102-1
- 丘野ゆうじ（著） / 四位広猫（イラスト） 『星魔バスターR 破界戦士』 集英社〈集英社スーパーファンタジー文庫〉、1994年11月発行、ISBN 4-08-613159-5